# Sza’ara
Sza’ara (arab. شعارة) – miejscowość w Syrii, w muhafazie Dara. W 2004 roku liczyła 1790 mieszkańców.